# صحاح الأحكام وسلاح الحكام
صحاح الأحكام وسلاح الحكام هو كتاب من تأليف يوسف محمد مسعود السرمري، المولود سنة 696 هـ، في مدينة سر من رأى، وهي من مدن العراق، وهو محدث ولغوي وفقيه وذو فنون عدة، أخذ إجازاته العلمية وسماعه من علماء بغداد، ومنهم الصفي عبد المؤمن بن عبد الحق، وأبي الثناء محمود بن علي الدقوقي، وغيرهما، ثم رحل إلى بلاد الشام، وسمع من ابن عبد الدائم في دمشق، وتفقه على سراج الدين الحسين بن يوسف التبريزي، وآخرين.
وبرع في اللغة العربية، وعلم الفرائض، ونظم وحدث وأفاد وكان ينهج منهج الإمام ابن تيمية، وله مؤلفات كثيرة تجاوزت المائة كتاب ورسالة.
وتناول في مؤلفه هذا شرحا وافيا لحديث النبي محمد: بني الإسلام على خمس.